# Anastassija Kalej
Anastassija Kalej (* 6. September 1992) ist eine belarussische Biathletin.
Anastassija Kalej gab ihr internationales Debüt im Rahmen der Europameisterschaften 2012 in Osrblie. Dort kam Kalej zunächst im Sprint zum Einsatz und erreichte mit einem Fehler im Stehendschießen den 45. Platz. Im darauf basierenden Verfolgungsrennen wurde die Belarussin trotz zweier fehlerfreier Schießeinlagen als überrundete Läuferin aus dem Rennen genommen. Im Einzel belegte sie auch aufgrund einer eher schwächeren Schießeinlage mit fünf Fehlern bei 20 Schuss den 38. Platz. Für das Staffelrennen wurde Kalej nicht berufen. Ein Jahr später folgte die Teilnahme an den Biathlon-Juniorenweltmeisterschaften in Obertilliach, wo sie 39. des Sprints, 41. des Verfolgers und 58. des Einzels wurde.